# Ерозійна борозна

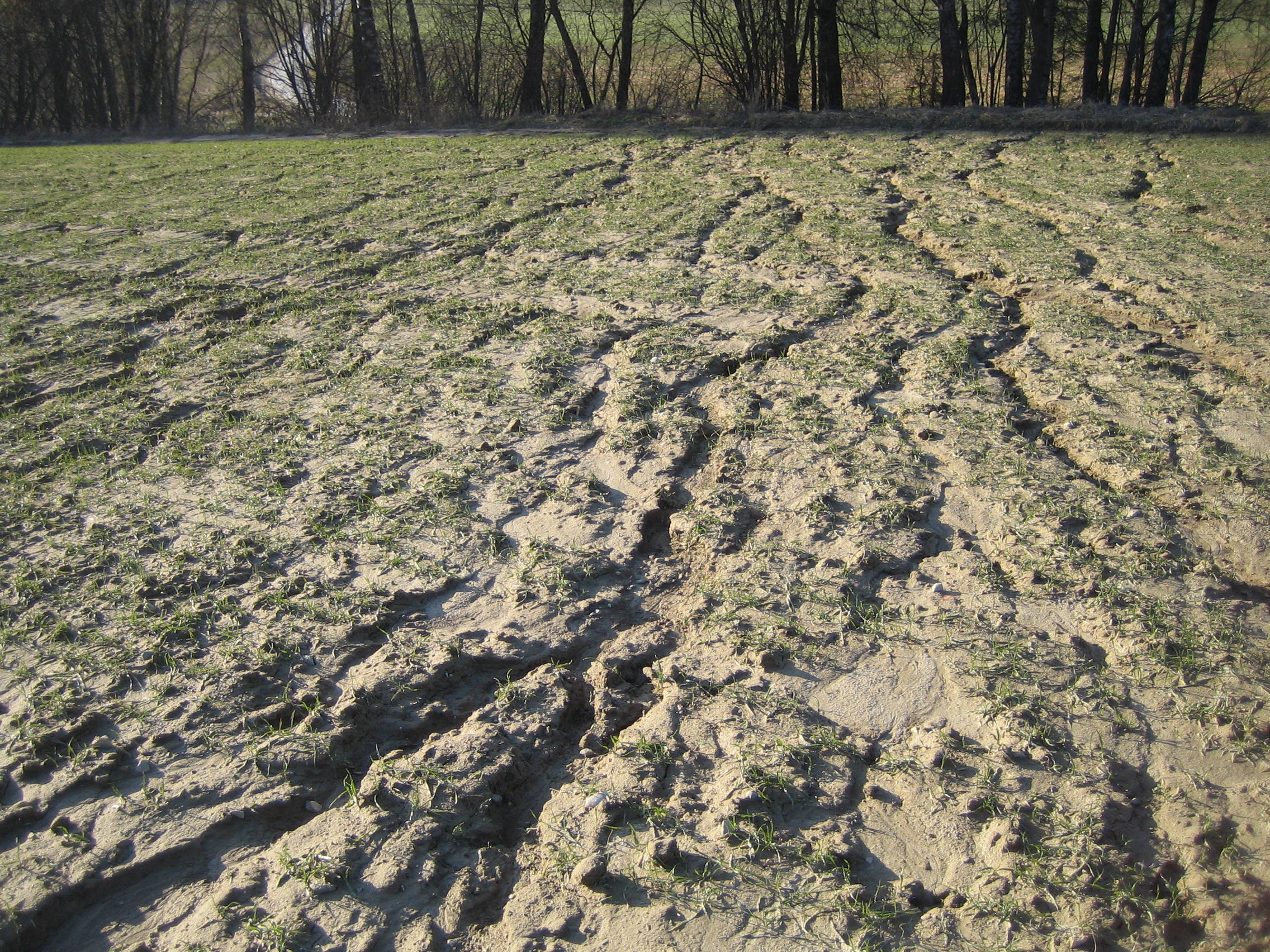
Ерозійна борозна

Ерозі́йна бо́розна — це типова флювіальна форма рельєфу, яка виникає під дією тимчасових водотоків і є проявом розмиву ґрунту під впливом водної ерозії. За морфологічними показниками ерозійна борозна є вузькою заглибиною V-подібної форми, з лінійним простяганням. Ширина ерозійної борозни близько 30 см, глибина до 50 см, а довжина може сягати понад 100 метрів. Як правило ерозійна борозна виникає на ділянках схилів де площинний стік змінюється лінійним. Характерним є те що ця форма рельєфу дуже нестійка у часі.